# NGC 5341
NGC 5341 في الفهرس العام الجديد، هي مجرة، تقع في كوكبة السلوقيان. اكتشفت في 24 مارس 1857 بواسطة ويليام بارسونز.

## روابط خارجية
- NGC 5341 على موقع ويكي سكاي: DSS2, SDSS, GALEX, IRAS, Hydrogen α, X-Ray, Astrophoto, Sky Map, Articles and images